# یوجین پارکر
یوجین پارکر (انگلیسی: Eugene Parker؛ زادهٔ ۱۰ ژوئن ۱۹۲۷ – درگذشته ۱۵ مارس ۲۰۲۲) اخترشناس اهل ایالات متحده آمریکا بود.
وی برندهٔ جوایزی همچون جایزه کیوتو شده‌است. او نخستین کسی بود که وجود بادهای خورشیدی را در یک مقاله‌ی علمی پیش‌بینی کرد، او برای اینکار از دانش فیزیک و ریاضیات بهره برد.
در ابتدا کسی به پیش‌بینی او توجه‌ای نکرد و همگان می‌پنداشتند که در فضای بین ستاره‌ای چیزی جز خلأ وجود ندارد. اما بعدها مطالعات تجربی پیش‌بینی او را تأیید کرد.
در سال ۲۰۱۷، ناسا به افتخار او، نام کاوشگر خود را پارکر انتخاب کرد. این اولین‌بار بود که ناسا از نام فردی زنده برای نام‌گذاری یک کاوشگر فضایی استفاده کرد.

## کاوشگر خورشیدی پارکر
کاوشگری که به دست ناسا به فضا فرستاده شد و مدار آن بسیار به سطح خورشید نزدیک است. نام این ماشین کاوشگر فضایی به افتخار «یوجین پارکر» قرار داده شده، این اولین باری بود که ناسا نام یک دانشمند زنده را بر روی یک کاوشگر فضایی می‌گذارد.

## زندگی شخصی
پارکر به مدت ۶۷ سال با همسرش نیسی زندگی کرد و از او صاحب دو فرزند شد. وی در ۱۵ مارس ۲۰۲۲ در سن ۹۴ سالگی درگذشت.